# 서울 원지동 석불입상 및 석탑
원지동 석불입상 및 석탑(院趾洞 石佛立像 및 石塔)은 서울특별시 서초구 원지동에 있는 조선시대의 석불 및 석탑이다. 1993년 4월 3일 서울특별시의 유형문화재 제93호로 지정되었다.

## 개요
청계산 등산로로 진입하는 고속도로 굴다리 입구 오른쪽에 미륵당이 세워져 있는데, 그 안에는 미륵불이 모셔져 있고 작은 규모의 삼층석탑이 있다.
미륵불은 약 2m 크기의 서 있는 모습으로, 고려말 조선초의 토속적인 양식을 띠고 있다. 원터마을의 수호신으로 여겨지며, 1년에 한번씩 주민들이 제사를 드린다고 한다.
이 미륵불에 지성을 드리면 길흉화복을 계시한다 하여 일본인들이 미륵불을 일본으로 반출하려다 실패한 일이 있었다. 미륵불의 신비한 영험으로 사람들이 계속 몰려들자 일본인들은 미륵불의 배꼽을 쪼아내었는데 그 후부터 미륵불의 영험한 능력이 상실되었다고 한다.

## 참고 자료
- 원지동 석불입상 및 석탑 - 국가유산청 국가유산포털